# Romagna Rugby Football Club
Il Romagna Rugby Football Club è una franchigia di rugby a 15 italiana che rappresenta la regione storica e geografica della Romagna.
La franchigia ha sede a Ravenna in via Giordano Bruno 1 e disputa i propri incontri interni allo Stadio del Rugby di Cesena.

## Storia
Il Romagna RFC nasce il 19 giugno 2006 con il duplice obiettivo di rappresentare il territorio romagnolo, attraverso la creazione di una rappresentativa regionale formata dalla selezione dei migliori giocatori dei club aderenti al progetto, e di sostenere la crescita delle società di rugby in Romagna.
La prima apparizione di una selezione romagnola risale al 20 maggio 2001, quando a Forlì si è disputata una amichevole tra il Bologna e una rappresentativa composta da atleti provenienti da Forlì, Cesena, Alfonsine e Imola.
Il progetto di riunire i club del territorio in una vera e propria squadra si concretizza nella stagione sportiva 2006-07 con l'iscrizione del Romagna RFC al campionato di Serie B, a seguito della cessione del titolo sportivo da parte del Cesena. Nella sua stagione di esordio il Romagna chiude la stagione regolare al quarto posto in classifica, risultato che trova conferma nella stagione successiva, quando il club si qualifica per i play-off.
Per il salto di categoria bisogna attendere la stagione 2010-11, quando la prima squadra conclude da imbattuta il campionato aggiudicandosi la finale play-off e l'accesso alla Serie A2. La stagione da matricola nella nuova categoria si chiude con una nuova promozione che proietta la squadra in A1, la seconda divisione del campionato nazionale. Tuttavia, dopo essersi assicurata la salvezza nella stagione 2013-14, nel biennio seguente non riesce ad evitare i play-out e la retrocessione in Serie B.
Nella stagione 2016-17 il progetto si arricchisce con la costituzione di una formazione Under-18, che partecipa al campionato Élite e che a sua volta può rappresentare tutta la franchigia in questa categoria.
Al termine della stagione 2018-19, dopo 5 anni in Serie B, la prima squadra dei Galletti riconquista la Serie A: chiuso il girone al primo posto e pari punti con il Civitavecchia, la squadra romagnola (la più giovane del campionato con un'età media della rosa dai 22 e i 23 anni) si aggiudica la promozione vincendo lo spareggio con i laziali.

## Franchigia
Fondato nel giugno 2006, al Romagna Rugby Football Club aderiscono i seguenti club romagnoli:
- Cesena Rugby Club
- Cesena Rugby 1970
- Faenza Rugby FC
- Forlimpopoli Rugby
- Imola Rugby
- Lugo Rugby 15
- Ravenna RFC
- Rimini Rugby
- Rugby Club San Marino
- Rugby Forlì 1979

## Cronologia
| Cronistoria del Romagna RFC |
| --- |
| - 2006 · fondazione della franchigia del Romagna Rugby Football Club, acquisizione del titolo sportivo del Cesena. - 2006-07 · Serie B - 2007-08 · Serie B - 2008-09 · Serie B - 2009-10 · Serie B - 2010-11 · Serie B promozione in Serie A2 - 2011-12 · Serie A2 promozione in Serie A1 - 2012-13 · Serie A1 - 2013-14 · Serie A1 retrocessione in Serie A2 - 2014-15 · Serie B - 2015-16 · Serie B - 2016-17 · Serie B - 2017-18 · Serie B - 2018-19 · Serie B promozione in Serie A - 2019-20 · Serie A |